# Heckler & Koch USP
A Heckler & Koch USP ("Universelle Selbstladepistole") é uma pistola semiautomática desenhada pelo fabricante de armas Heckler & Koch localizada em Oberndorf am Neckar, com o objetivo de substituir a série P7 de pistolas.

## Histórico
O trabalho de design de uma nova família de pistolas começou na Heckler & Koch em setembro de 1985, com foco principalmente nos mercados civil e de forças de segurança dos Estados Unidos. Os protótipos da USP participaram de testes rigorosos juntamente com a entrada da H&K no programa "Offensive Handgun Weapon System" (OHWS) solicitado pelo United States Special Operations Command (USSOCOM) e que mais tarde resultaria no Mk 23 Mod 0. Os protótipos da USP foram então refinados em 1992, com base nos dados dos testes do "OHWS", e o projeto foi finalizado em dezembro do mesmo ano. A USP foi formalmente introduzida em janeiro de 1993 com o modelo "USP40" (a versão básica) no calibre .40 S&W cada vez mais popular, seguido logo pelo USP9 (usando o cartucho 9×19mm Parabellum), e em maio de 1995, o USP45 (calibre .45 ACP). Em contraste com os ambiciosos e inovadores designs P7, P9S e VP70Z, a USP usa uma tecnologia de ação de bloqueio de câmera derivada da Browning mais convencional, semelhante à usada na Hi-Power (1914-1935 ), mas com uma estrutura de polímero já utilizada pela HK em seu modelo VP70 ( fabricada em 1970) .

## Variantes
O modelo USP inclui as seguintes variantes:
- USP Standard
- USP Compact
- USP Customized
- USP Match
- USP Expert
- USP Elite
- USP Competition
- USP Tactical
- USP P12
- USP SD
- PSP Policial Autocarga Pistol

## Galeria

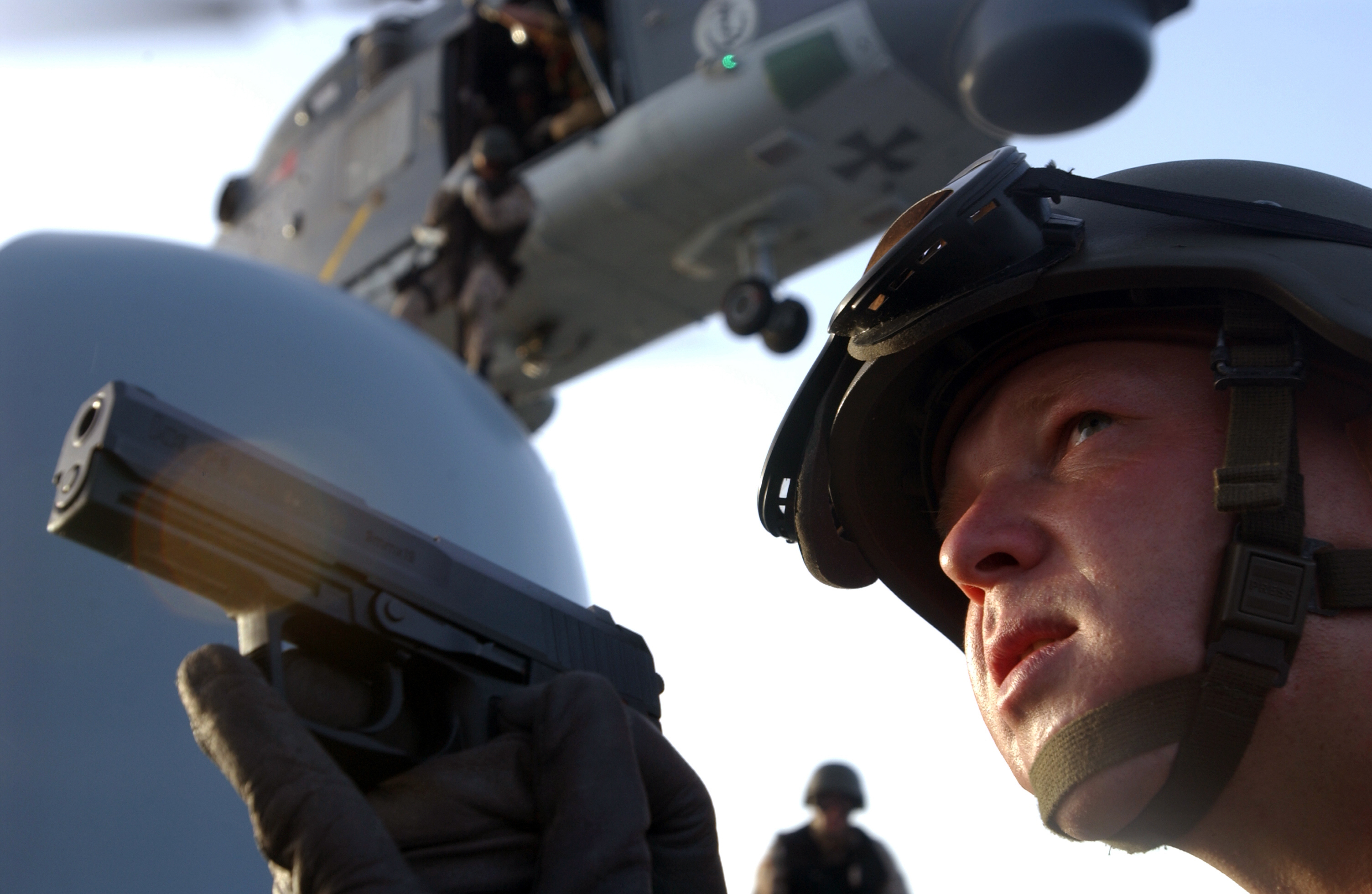
Neste retrato encenado, um membro da equipe de embarque da Marinha Alemã, da tripulação da fragata FGS Augsburg (F213), sem óculos de segurança, fornece segurança com uma pistola P8 para o restante de sua equipe enquanto eles invadem um navio de carga local para buscas.
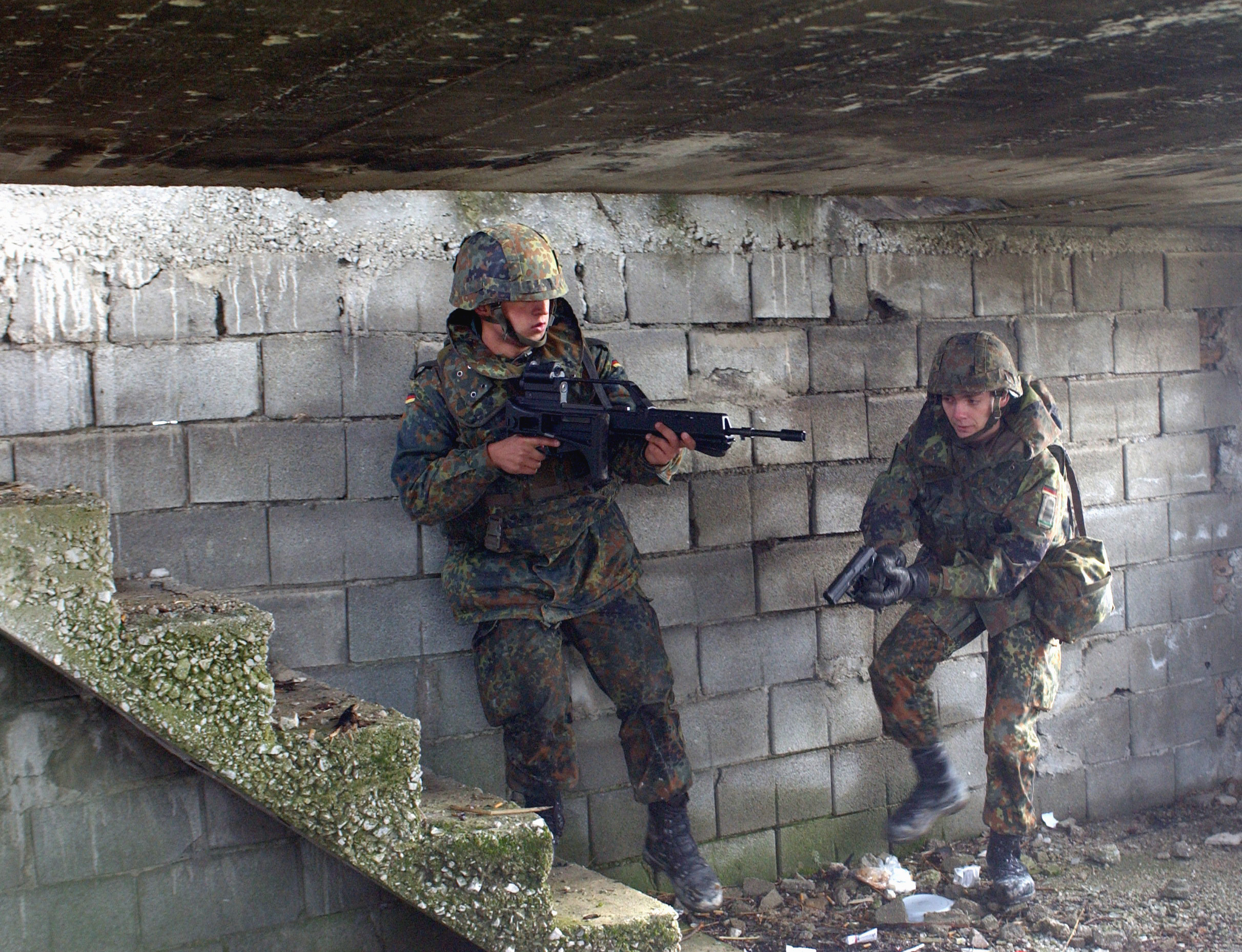
Soldados da Bundeswehr usando um fuzil G36 e uma HK P8 em um exercício militar.
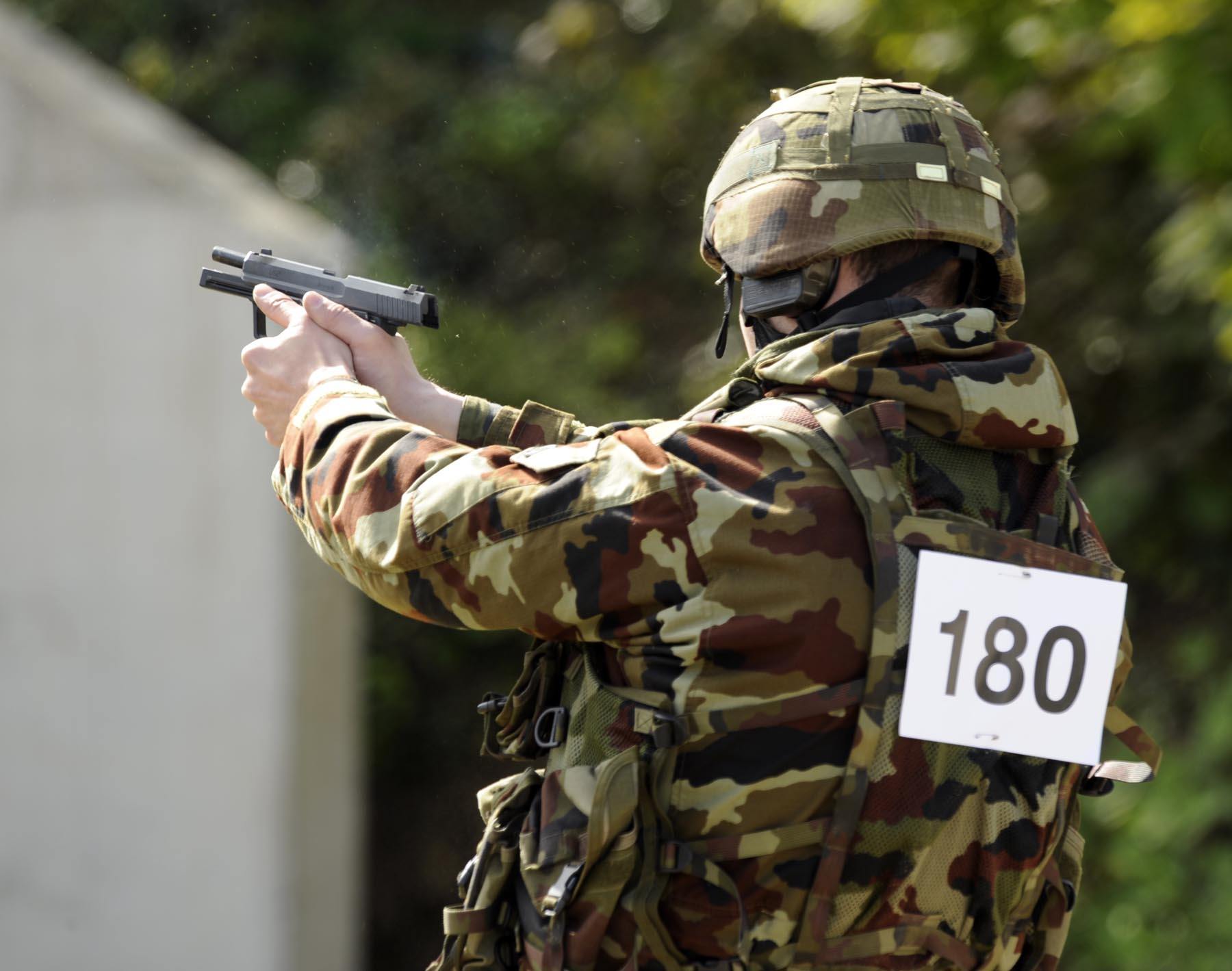
Um soldado irlandês treinando com uma USP.

## Usuários
- Austrália: Australian Federal Police Air Security Officers,[2][5] Western Australia Police Tactical Response Group,[6][7] Australian Army Special Operations Command,ref>«Archived copy» (PDF). Consultado em 12 de setembro de 2014. Cópia arquivada (PDF) em 12 de setembro de 2014</ref>[2][8][9][10] Queensland Police Special Emergency Response Team,[2][11][12] Victoria Police Special Operations Group.[2][13][14][15]
- Canadá: Canadian Special Operations Forces Command.
- Dinamarca: Polícia da Dinamarca,[2][16][17] Jægerkorpset.[2][18]
- Egito: Força Central de Segurança, Forças Sa'ka, Unidade 777.[19]
- Estónia: Forças Armadas da Estônia.[2][20]
- França: Marinha Francesa,[2][21] 1er régiment de parachutistes d'infanterie de marine.[2][22]
- Alemanha: Bundeswehr,[2][23] Landespolizei.[2][24]
- Geórgia: Forças Armadas da Geórgia.[25]
- Grécia: Guarda Costeira Grega,[2][26] Polícia da Grécia.[2][26]
- Irlanda: Forças de Defesa da Irlanda.[2][27][28]
- Japão: Grupo de Forças Especiais.[29]
- Líbia:[19]
- Lituânia: Forças Armadas da Lituânia.[2][30]
- Luxemburgo: Unité Spéciale de la Police da Police grand-ducale.[2][31][32][33]
- Malásia: Pasukan Gerakan Khas da Polícia Real da Malásia, Polícia Real da Malásia nos estados de Sabá e Sarawak, Departamento de imigração da Malásia, Grupo Tático Especial do Departamento de imigração da Malásia, Corpo RELA.[2][34]
- Ilhas Maurícias: Forças Armadas de Maurício.
- Paquistão: Inter-Services Intelligence.
- Polónia: Jednostka Wojskowa GROM das Forças Especias da Polônia.[2][35]
- Portugal: Exército Português, Força Aérea Portuguesa, Guarda Nacional Republicana, Polícia de Segurança Pública, Guarda Prisional.[2][36][37]
- Taiwan: Forças Especias.
- Sérvia: Brigada Especial.
- Singapura: Comando de Operações Especias.[2][38]
- África do Sul: Special Task Force.[2][39]
- Espanha: Forças Armadas da Espanha,[2][8] Grupo Especial de Operaciones do Cuerpo Nacional de Policía,[2][40] Servicio de Vigilancia Aduanera, Guardia Civil,[2][41] Ertzaintza,[42] Mossos d'Esquadra.
- Tailândia: Exército Real Tailandês.
- Estados Unidos: Federal Flight Deck Officer,[43] Maine State Police,[2][44] Santa Monica Police Department,[2][45] Immigration and Naturalization Service.
- Cabo Verde: Usada pelas forças policiais.